# Heckingham
Heckingham is een civil parish in het bestuurlijke gebied South Norfolk, in het Engelse graafschap Norfolk met 179 inwoners.